# Прунелли-ди-Фьюморбо
Прунелли-ди-Фьюморбо (фр. Prunelli-di-Fiumorbo, корс. I Prunelli di Fiumorbu) — коммуна во Франции, находится в регионе Корсика. Департамент коммуны — Верхняя Корсика. Административный центр кантона Прунелли-ди-Фьюморбо. Округ коммуны — Корте.
Код INSEE коммуны — 2B251.

## Население
Население коммуны на 2008 год составляло 3203 человека.
| 1962 | 1968 | 1975 | 1982 | 1990 | 1999 | 2008 |
| ---- | ---- | ---- | ---- | ---- | ---- | ---- |
| 1186 | 1536 | 1608 | 2339 | 2647 | 2745 | 3203 |

## Экономика
В 2007 году среди 1938 человек в трудоспособном возрасте (15—64 лет) 1416 были экономически активными, 522 — неактивными (показатель активности — 73,1 %, в 1999 году было 62,5 %). Из 1416 активных работали 1194 человека (673 мужчины и 521 женщина), безработных было 222 (96 мужчин и 126 женщин). Среди 522 неактивных 116 человек были учащимися или студентами, 139 — пенсионерами, 267 были неактивными по другим причинам.